# Heiratsschwindler (1925)
Heiratsschwindler ist eine deutsche Stummfilmkomödie aus dem Jahre 1925 von Carl Boese mit Reinhold Schünzel, der auch am Drehbuch beteiligt gewesen war, in der Titelrolle. 

## Handlung
Der charmante Kellner Karl Kahlbeck ist ein echter Schwerenöter, der bei Frauen aller Altersgruppen einen Schlag hat. Emma beispielsweise, das hübsche aber geistig eher beschränkte Stubenmädchen eines Hotels, überlässt ihm ihre sämtlichen Ersparnisse, als Karl durchscheinen lässt, sie zu lieben und auch heiraten zu wollen. Lebemann Karl hat indes ein Auge auf eine andere junge Dame geworfen, die es ihm schwer angetan hat: Sie nennt sich „Lola Amorosa“ und arbeitet in einem Nachtlokal als „Kokotte“, wie man damals so sagte. In Wahrheit ist sie die Tochter eines braven Droschkenkutschers und ein ziemlich armes Hascherl, das aber in jeder Hinsicht hoch hinaus will und einen ziemlich kostenintensiven Lebensstil pflegt. Er und Lola bringen sogleich Emmas sauer ersparte Mitgift durch. Lolas bisheriger Liebhaber und spendabler Unterstützer, ein gewisser Baron Schnucki, ist wenig erbaut von der Untreue seiner Freundin und verlässt diese daraufhin. Nun soll, so will es die ebenso verschwendungssüchtige wie anspruchsvolle Lola, fortan Karl für sie finanziell aufkommen. Da Karl Lola nicht verlieren möchte, muss er nach neuen Opfern suchen, die leicht auszunehmen sind.
Mit seinem etwas öligen Charme wickelt Karl daher kurz hintereinander die Schneiderin Gruber und die betuchte Witwe Piesecke um den Finger, die ihm in ihrer Leichtgläubigkeit gern ihre Finanzen hinterlassen – immer in der Hoffnung, vom umtriebigen Karl vor den Traualtar geführt zu werden. Lola wiederum tut alles, dass das so erworbene Geld mit vollen Händen ausgegeben und damit wieder unter das Volk gebracht wird. Das Ende von Karls Gaunerkarriere naht in Gestalt der nicht mehr ganz taufrischen Gertrud von Wilborn, die aus gutem Hause stammt. Sie verliebt sich in den eleganten Kellner, und als dieser sie daheim besucht, staunt er nicht schlecht, als er ausgerechnet hier die als Stubenmädchen neu angestellte Emma wiedertrifft. Wider Erwarten ist die junge Dienstmagd bereit, Karl alles zu verzeihen, wenn er doch nur zu ihr zurückkäme. Doch ehe Karl sich entscheiden kann, was er nun tun soll, schlägt der lange Arm des Gesetzes zu. Die Anzeigen gegen Karl wegen Heiratsschwindel haben sich derart gehäuft, dass dem Schwerenöter nur noch die Flucht bleibt. Karl kriecht bei Lola unter, die jedoch angesichts der Sachlage ihr Heil in einem Anruf bei der Polizei sucht. Als er von der Staatsmacht abgeführt wird, bleibt dem Heiratsschwindler nur noch der Stoßseufzer: “Ja, so sind die Frauen!”.

## Produktionsnotizen
Heiratsschwindler entstand im Winter 1924/25 im Efa-Atelier am Zoo (Berlin), passierte die Filmzensur am 2. März 1925 und wurde am Tag darauf in Berlins Deulig-Palast Alhambra uraufgeführt. Der mit Jugendverbot belegte Sechsakter besaß eine Länge von 2085 Meter. 
Die Filmbauten entwarf Kurt Richter.

## Kritik
In Die Stunde heißt es: „Wieder eine Großstadttype der Natur abgelauscht von Reinhold Schünzel, diesem in dem Genre unübertrefflichen Milieudarsteller meisterlich gespielt. Sein süßliches Lächeln, die immer beutesuchenden, lauernden Augen; eine Gerichtssaalstudie. (…) Der Film ist das weitaus amüsanteste, was man seit langem auf diesem traurigen Gebiete gesehen hat. Reinhold Schünzel hat hier zur Erheiterung eines jeden die kleinen Lumpen der großen Stadt unter die Lupe genommen.“